# Martin Moller
Martin Moller (Ließnitz, 1547. november 10. – Görlitz, 1606. március 2.) német költő, teológus, filozófus, író és himnuszíró. Johann Sebastian Bach két kantátát írt Moller által írt, vagy neki tulajdonított himnuszokra.